# Albert Jan Maat
Albert Jan Maat (Heino, 8 februari 1953) is inwoner van Paterswolde en een Nederlands bestuurder en politicus voor het Christen-Democratisch Appèl (CDA). Van 1999 tot begin 2007 was hij lid van het Europees Parlement. Sinds 6 april 2016 is hij voorzitter van NetVISwerk, de nieuwe landelijke belangenorganisatie voor binnenvisserij en kleine kustvisserij in Nederland en België. Ook is hij sinds 2023 lid van het Noordzee Overleg. Deze organisatie adviseert het kabinet over de inrichting van de Noordzee en draagt zorg voor de uitvoering van het Noordzee-Akkoord.

## Loopbaan
Zijn politieke carrière begon hij als voorzitter van CDA-Drenthe (1995-1999), lid van het CDA-partijbestuur en fractievoorzitter van de CDA-fractie in de gemeenteraad van Eelde.
In het Europees Parlement was hij lid en vicevoorzitter van de commissie landbouw en plattelandsontwikkeling, de commissie visserij en eerste vicevoorzitter van de delegatie voor parlementaire betrekkingen met Centraal-Azië en vicevoorzitter van de commissie Internationale Handel. Daarnaast was hij lid van de commissie mensenrechten en plaatsvervangend lid van de commissie begroting en de commissie begrotingscontrole. Voor landbouw, visserij en financiën was hij woordvoerder. Daarnaast was hij plaatsvervangend voorzitter van de CDA-delegatie in het Europees Parlement.
Van het voorjaar van 2007 tot oktober 2016 was hij voorzitter van LTO Nederland. Hij was in dezelfde periode lid van het Dagelijks Bestuur van de SER en de Stichting van de Arbeid en voorzitter van Agriterra. Van 2013 tot 2015 was hij tevens voorzitter van de Europese koepel van landbouworganisaties Copa-Cosega. In 2017 was hij mede-oprichter van het Platform voor Duurzame Ambachtelijke Ondernemers in de Weerribben-Wieden en voorvechter van het behoud van houten punters en punterwerven.

## Onderscheiding
Bij zijn afscheid als voorzitter van LTO Nederland op 4 oktober 2016 ontving hij uit handen van staatssecretaris Martijn van Dam de onderscheiding Officier in de Orde van Oranje-Nassau.

## Persoonlijk
Albert Jan Maat is woonachtig in Paterswolde.

## Verkiezingsuitslagen
| Verkiezing                                 | Partij | Kandidaatnummer | Aantal stemmen |
| ------------------------------------------ | ------ | --------------- | -------------- |
| Europese Parlementsverkiezingen 1999       | CDA    | 4               |                |
| Europese Parlementsverkiezingen 2004       | CDA    | 3               |                |
| Gemeenteraadsverkiezingen 2018 in Tynaarlo | CDA    | 18              |                |
| Europese Parlementsverkiezingen 2019       | CDA    | 16              |                |
| Gemeenteraadsverkiezingen 2022 in Tynaarlo | CDA    | 25              |                |

- Parlement.com: vghq1igg3tz2